# The Maccabeats

The Maccabeats é um grupo judeu ortodoxo-americano a cappella. Fundado em 2007 na Universidade Yeshiva, em Manhattan, Nova Iorque, o grupo de 14 membros é especializado em covers e paródias de sucessos contemporâneos usando letras com temas judaicos. Seu videoclipe de lançamento para o Chanucá de 2010 para "Candlelight" uma paródia do vídeo musical a cappella de Mike Tompkins para a canção Dynamite de Taio Cruz, registrou mais de dois milhões de acessos nos primeiros dez dias; o vídeo foi visto mais de 14 milhões de vezes dados até 2018. Eles gravaram três álbuns e um EP, e frequentemente lançam vídeos de música em conjunto com feriados judaicos. Eles percorrem o mundo todo e já se apresentaram na Casa Branca e no Knesset. 

## História
O "The Maccabeats" foi fundado em 2007 na Universidade Yeshiva em Manhattan. O grupo adaptou seu nome do das equipes esportivas da universidade, "The Maccabees". O grupo original era composto por estudantes de graduação em tempo integral, muitos deles ex-alunos da Bnei Akiva dos EUA. O grupo cantou em particular no primeiro ano, desenvolvendo seu repertório, e depois começaram a aparecer nos eventos do campus. Eles eventualmente foram contratados para se apresentar em bar mitzvahs, casamentos, e outros eventos na comunidade judaica ortodoxa de Nova Iorque.
O The Maccabeats lançou seu primeiro álbum, Voices from the Heights, em março de 2010. Este álbum, financiado por uma bolsa da universidade,  vendeu cerca de 5.000 cópias. Em novembro de 2010, eles lançaram "Candlelight", um cover com tema de Hanukkah da canção Dynamite de Taio Cruz com um videoclipe dirigido por Uri Westrich, um graduado da Universidade Yeshiva.
O vídeo, uma paródia do vídeo musical a cappella de Mike Tompkins para "Dynamite", foi destinado para o público-alvo do grupo na comunidade judaica ortodoxa de Nova Iorque mas rapidamente se tornou viral, sendo visto mais de 2 milhões de vezes em dez dias. Em dezembro de 2018, registrou mais de 14 milhões de visualizações. A canção entrou para o quadro Comedy Digital Tracks da Billboard em 2º lugar e no quadro Holiday Digital Songs da Billboard em 19º. No mesmo mês, a música subiu para a posição #1 no quadro Comedy Digital Tracks.
Como resultado do vídeo, The Maccabeats recebeu grande cobertura da mídia e pedidos de reservas em todo o país. Em janeiro de 2011 eles se apresentaram no Knesset. Em 17 de maio de 2011, eles foram convidados a cantar na na apresentação de gala Jewish American Heritage Month da Casa Branca. O presidente Barack Obama elogiou "seu excelente performance", realizada na forma de um quarteto. Os Maccabeats retornaram à Casa Branca em 9 de dezembro de 2015 para se apresentar na recepção da tarde do White House Hanukkah Party.
Os Maccabeats atraíram tanto fãs judeus como não judeus através da Internet e em turnê. Além dos Estados Unidos, eles se apresentaram na China, Nova Zelândia, Hong Kong, México, Chile, África do Sul, Londres e Itália. Os membros do grupo lideram os serviços do Shabat em sinagogas para as comunidades anfitriãs.
A partir de 2018, o grupo não é mais oficialmente afiliado à Universidade Yeshiva.

## Músicas de feriado
Os Maccabeats são mais conhecidos por suas músicas de feriados judaicos. Estes fazem cover e parodiam sucessos contemporâneos ao adicionar letras originais escritas por membros do grupo. As letras são muitas vezes educativas, contando a história do feriado, mencionando símbolos e costumes pertinentes, e usando frases hebraicas conhecidas pelos celebrantes judeus.

### Chanucá
Desde 2010, o grupo produz um videoclipe anual de Chanucá. Estes incluem um cover de "Miracle" de Matisyahu (2011), com a auto-professa fã e atriz judia ortodoxa Mayim Bialik e seus dois filhos aparecendo no videoclipe; "All About That Neis" (2014), uma paródia de "All About That Bass" de Meghan Trainor, e "Latke Recipe" (2015), uma paródia de "Shut Up and Dance" de Walk the Moon.
Para o Hanukkah de 2016, o grupo produziu uma paródia de um teatro musical chamada "Hasmonean: A Hamilton Hanukkah" (em português: "Hasmoneano: Um Hanucá de Hamilton"), apresentando canções e músicas baseadas no musical Hamilton, reescrito com um tema de Hanucá. O vídeo cobre as músicas "Alexander Hamilton" (com letras alteradas referindo-se ao herói de Hanucá Judas Macabeu), "You'll Be Back", "My Shot", e "The Story of Tonight".
Para o Hanucá 2017, o grupo lançou um videoclipe marcando o 10º aniversário desde sua formação. A música temática de feriado, "Candles on the Sill", parodiado do Ed Sheeran 2017, "Castle on the Hill".

### Purim
"Purim Song" (2011) é um cover de "Raise Your Glass" de Pink. "Purim Song" figurou no top 10 da Billboard (Comedy Digital Songs).

### Páscoa
Um videoclipe de 2013 apresentou uma mistura de músicas do musical Les Misérables, realizada sobre reconstituições de cenas da história da Páscoa.

## Discografia

### Álbuns de estúdio
- Voices from the Heights (2010)
- Out of the Box (2012)
- One Day More (2014)

### EPs
- A Maccabeats Hanukkah (2015)